# Picossegundo
O picossegundo é a unidade de tempo do Sistema Internacional de Unidades que equivale à trilhonésima parte de um segundo, 10−12 do segundo, e abrevia-se ps. Na escala de tempo, o picosegundo está entre o femtossegundo (1/1000 ps) e o nanossegundo (1000 ps).
O nome é formado pela junção prefixo pico (adotado pelo SI) e a unidade de tempo padrão segundo(S).